# Yin Hao
Yin Hao es un científico chino especializado en medicina. Actualmente trabaja en el Hospital Changzheng de Shanghái.
En 2024 publicó su investigación relativa a la diabetes tipo 2, la cual reportó haber curado en un paciente de 59 años junto a un equipo de investigación, usando sus propias células para crear otras que reconstruyeran el tejido de los islotes pancreáticos suyos en un entorno artificial, haciendo posible restaurar la capacidad de su cuerpo para producir su insulina y regular naturalmente el azúcar en la sangre.